# 3725 Valsecchi
3725 Valsecchi (1981 EA11) là một tiểu hành tinh vành đai chính được phát hiện ngày 1 tháng 3 năm 1981 bởi S. J. Bus ở Siding Spring.